# Tetsuhiro Hokama
Tetsuhiro Hokama (外間哲弘?; Taiwan, 1944) è un karateka giapponese, tra i maestri tradizionalisti più ricercati a livello mondiale, grazie alla sua vasta conoscenza di più linee (ryu-ha) di karate e del kobudo di Okinawa.

## Biografia
Nato da genitori okinawensi, ha iniziato la pratica del karate nel 1952 sotto il nonno, Seiken Tokuyama, addentrandosi allo Shuri-te e al koudo di famiglia che preserverà per tutta la vita. A sedici anni, presso il Naha Commercial High School Karate Club, inizia lo studio del Goju-ryu sotto Chiyokutani Irashi.
Contemporaneamente conosce il leggendario Seiko Higa Sensei e comincia la frequentazione del suo dojo.
È proprio al dojo di Higa che ha anche la fortuna di conoscere il famoso Shinpō Matayoshi Sensei, e cominciare sotto di lui a studiare il suo kobudo, nonché il Kingai-ryu (lo stile segreto di karate che Shinpo apprese dal padre Shinko, che a sua volta imparò in Manciuria) ed il Hakutsuru-ken (il Pugno della Gru Bianca).
Nel 1966, con la dipartita di Higa Sensei, continua lo studio del Goju-ryu sotto Seiko Fukuchi, che era uno dei "top sudents" di Higa e suo assistente istruttore, e continua lo studio del Matayoshi kobudo.
Nello stesso periodo si addestra anche sotto Yoshitomi Kojo nel suo Kojo-ryu, divenendo uno degli studenti avanzati.
Negli anni Hokama Sensei si addentra nella ricerca/studio di svariate forme di combattimento okinawense e cinese, ad esempio è risaputo che andava spesso da Hohan Soken Sensei per conoscere le tecniche e le strategie del Matsumura Seito Shorin-ryu, questo gli ha permesso di raggiungere una vastissima cultura tecnica in merito al karate di Okinawa e alle sue radici.
Nel 1974 diventa direttore della Okinawan High School Karatedo Association, riunendo svariati dojo di karate, così tre anni dopo viene promosso Shihan. Nel corso degli anni a seguire riveste il ruolo di consigliere tecnico della All Japan Karatedo Kenkyukai, e segretario della All Okinawa Karatedo Association.
Nel 1979 apre un dojo in Yonashiro-cho, mentre nel gennaio del 1987 inaugura il suo attuale dojo in Nishihara-cho, che è anche sede del suo Okinawa Prefecture Karatedo wa Kobudo Museum, il primo museo di karate e kobudo di Okinawa al mondo. Ivi fonda la Okinawa Gojuryu Karate Kobudo Kenshikai Association e la International Karatedo Kobudo Kenshikai Organization (IKO), delle quali riveste il ruolo di presidente.
Hokama Sensei è un calligrafo professionista molto raffinato, ed è anche istruttore di Shiatsu, egli è 10º Dan Hanshi in karate e kobudo, e ha scritto negli anni molti libri e prodotto diversi DVD. Grazie al suo impegno nella diffusione del karate, quale disciplina dall'alto valore educativo, ha ricevuto nel 2002 la laurea ad honorem in educazione fisica dalla IOND University degli USA, e nel 2004 dalla University of Mindanao delle Filippine.
Nella sua carriera ha ricevuto svariati premi, riconoscimenti e gradi onorifici, tra cui:
- 1971 nomina a Membro della Prefectural High School Physical Education Association
- 1991 nomina onorifica a Ricercatore per il kobudo da parte del Governo di Okinawa
- 1999 candidatura ala nomina di Tesoro Culturale Intangibile della Prefettura di Okinawa
- dal 1993 al 2004 riceve una serie di awards da parte di: Congresso degli USA, Canada Karate Federation, World Kobudo Federation, Okinawa Culture Association, Nishihara Culture Association, Chuo University of Japan, Finland Army
- 2005 nomina onorifica a 10º Dan Hanshi dalla All Okinawa Karate Kobudo Federation delle Filippine.

Grazie al suo carattere umile e solare, alla sua personale visione sulla pratica e l'insegnamento del karate, e ovviamente alla sua grandissima esperienza tecnica in merito al karate vecchio stile, Hokama Sensei viene ospitato in svariati Paesi esteri per tenere seminari tecnici, e il suo dojo è mecca per centinaia di praticanti da tutto il mondo, infatti la sua organizzazione IKO ha rami nazionali in tutto il mondo: Italia, Germania, Australia, USA, Sud Africa, Filippine, Giappone, etc.
Il 24 giugno 2016 riceve dall'Assemblea della Prefettura di Okinawa il prestigioso Lifetime Achievement Award.
| Controllo di autorità | VIAF (EN) 119529800 · ISNI (EN) 0000 0001 1700 919X · LCCN (EN) nr90017189 · BNE (ES) XX4821393 (data) |